# Lepidopilum brunneolum
Lepidopilum brunneolum là một loài rêu trong họ Daltoniaceae. Loài này được Müll. Hal. mô tả khoa học đầu tiên năm 1876.